# Gieysztoria virgulifera
Gieysztoria virgulifera är en plattmaskart som först beskrevs av Plotnikow 1906.  Gieysztoria virgulifera ingår i släktet Gieysztoria, och familjen Dalyelliidae. Arten är reproducerande i Sverige.